# 南海7000系電車

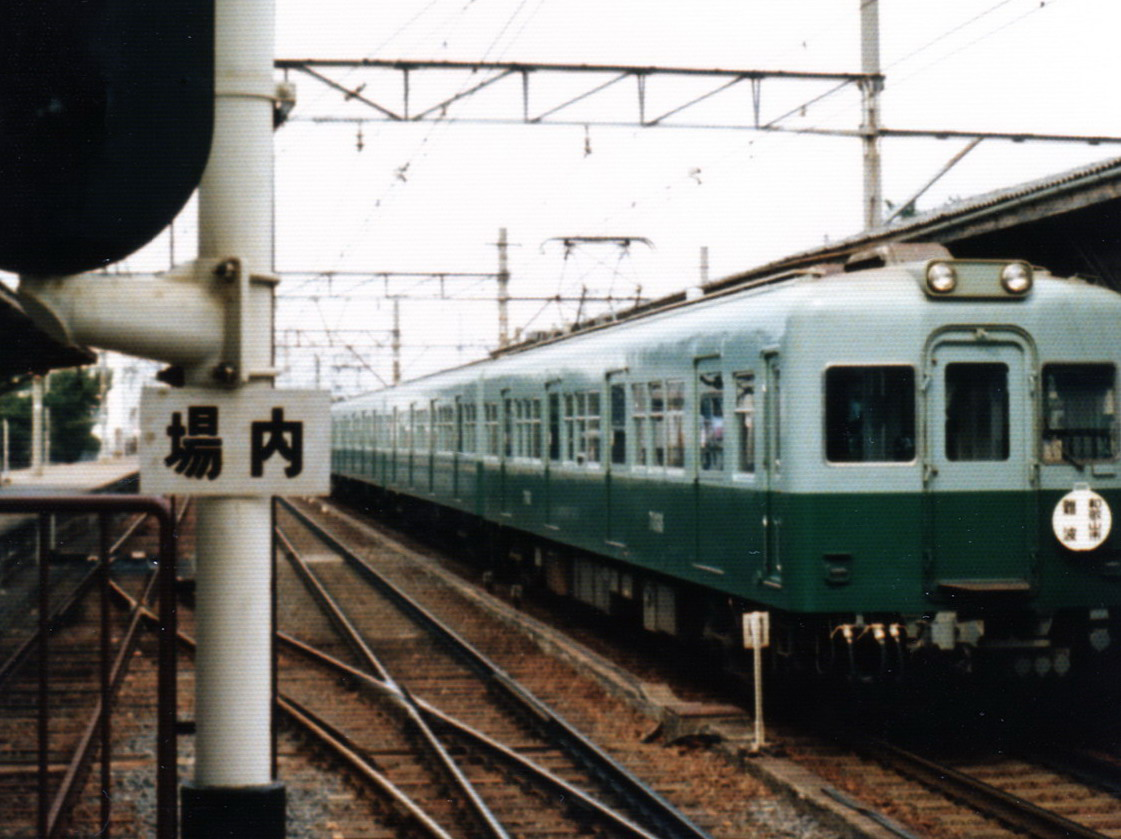
非冷房・旧塗装時代の7000系
（1987年頃 浜寺公園駅）

南海7000系電車（なんかい7000けいでんしゃ）は、南海電気鉄道が1963年から南海本線系統用として導入した一般車両（通勤形電車）。
本項では難波駅方先頭車の車両番号+F（Formation=編成の略）を編成名として表記する。

## 概要
南海本線の輸送力増強を図るため、1963年（昭和38年）から1968年（昭和43年）にかけて製造された20 m級片側4扉片開き・普通鋼製車体の高性能車である。1963年（昭和38年）から1968年（昭和43年）までの5年間に帝國車輛工業・近畿車輛・東急車輛製造（大阪製作所）で90両が製造された。
7000系は2015年（平成27年）時点で南海本線用車両として最も使用年数が長く、南海本線・空港線で2015年（平成27年）まで使用された。10000系と併結して特急「サザン」の自由席車両としても運行されていた。
2007年（平成19年）より廃車が開始され、2015年（平成27年）10月に運行を終了した。8000系の導入（2014年〈平成26年〉度までに52両）、2000系の南海本線転属、泉北高速鉄道3000系の南海への移籍により廃車が進み、残りの車両についても、2015年（平成27年）10月3日に実施された引退記念イベントをもって営業運転を終了しており、同年10月8日より営業運転を開始した8300系への置き換えで全廃となった。
1969年（昭和44年）から1973年にかけて製造された7100系は7000系のマイナーチェンジ車で、側扉が両開きとなったが性能は7000系と同一である。

## 構造

### 車体
車体の基本スタイルは普通鋼製であること以外は前年から製造された高野線用6000系とほぼ同一で、1959年（昭和34年）から製造された1521系・2051系に準じる。1521系からの変更点は、前照灯が当初からシールドビーム2灯であること、窓が2段上昇窓であること、室内の換気装置がファンデリアに変更されていることなどである。製造時の車体塗装は2051系と同じ緑の濃淡のツートンカラーであった。
片側に幅1,200 mmの片開き扉が4箇所、側窓は2段上昇窓で幅780 mm（戸袋窓は幅880 mm）となっており、車体が普通鋼製となった以外は6000系に準じている。
6000系がオールステンレスで導入されたのに対し、当系列は普通鋼で導入されているのは、オールステンレス車はまだ開発されたばかりで高価格であったことに加え、当時は南海本線の踏切事故が非常に多く、衝突事故に際して修繕を容易にするという目的もあったためである。
南海本線系統に運用されていた通勤形では唯一の片開き扉車両で、南海本線の主力車のひとつだった。片開き扉を採用する通勤形は南海では最後であり、日本の大手私鉄においては6000系および、京浜急行電鉄の800形と併せて、2010年代までまとまった車両数が在籍していた。
片開き扉は通勤形電車としては旧型の機構であり、両開き扉の普及にともない大規模で頻繁な乗降のある車両には不向きであることが判ってきた。本系列においては、両開き車と同等の広さを確保しているため、扉の開閉速度を速くすることで、開閉時間は両開きと大きな差はない。しかし、ドアエンジン装置の入手が困難になっているという問題がある。
座席の長さや位置などの関係上、南海本線の車両では最も着席定員が多いものの、車椅子スペース設置などのバリアフリー対応はしていなかった。

### 主要機器
制御方式は抵抗制御だが、6000系と同じく超多段式バーニア制御器を採用し、スムーズで衝動の少ない乗り心地の良い加速を実現している。ただし、定格速度が高く設定されているので、弱め界磁制御の速度域までにノッチオフすると遮断までに電流の絞り込みを行わないため、衝動が大きい。主電動機はMB-3072-A、制御装置はVMC-LTB20A、駆動方式はWN駆動方式、歯車比は85:16 (5.31) で、これらの機器類は6000系と同様である。
台車はミンデンドイツ式の空気ばね台車を採用しており、形式は電動台車がFS-355、付随台車がFS-055である。基礎ブレーキ装置は両抱き式の踏面ブレーキである。
初期車は600Vのみ対応の単電圧車であったが、1965年度以降の増備車は1500Vへの昇圧に備えた複電圧車となり、主電動機がMB-3072-B、制御装置がVMC-LHTB-20A（昇圧後はVMC-HTB-20A）、電動発電機がTDK-366-Aに変更されている。1968年の増備車は新造時よりATS（自動列車停止装置）が搭載された。

## 編成構成
登場当初は難波方からモハ7001形（Mc, 制御電動車）+クハ7901形（Tc、制御車）+モハ7001形（Mc）+サハ7801形（T、付随車）+モハ7001形（Mc）の5両編成であった。なお、将来6両運転を開始する時にはT車を新造した上でTc車をMc車に改造し、Mc+T+Mc編成2組で組成する計画であった。そのため、Tc車はパンタグラフの取付が容易にできる構造となっていた。
| ← 難波和歌山港 → | ← 難波和歌山港 →  | ← 難波和歌山港 → | ← 難波和歌山港 → | ← 難波和歌山港 →  | ← 難波和歌山港 → | ← 難波和歌山港 →  | ← 難波和歌山港 → |
| ---------------- | ----------------- | ---------------- | ---------------- | ----------------- | ---------------- | ----------------- | ---------------- |
| 形式             | モハ 7001 （Mc1） | クハ 7901 （Tc） | +                | モハ 7001 （Mc1） | サハ 7801 （T）  | モハ 7001 （Mc2） | 竣工             |
| 車両番号         | 7001              | 7901             | +                | 7003              | 7801             | 7002              | 1963/10/25       |
| 車両番号         | 7005              | 7902             | +                | 7007              | 7802             | 7006              | 1963/11/06       |
| 車両番号         | 7009              | 7903             | +                | 7011              | 7803             | 7010              | 1963/11/06       |
| 車両番号         | 7013              | 7904             | +                | 7015              | 7804             | 7014              | 1964/11/16       |
| 車両番号         | 7017              | 7905             | +                | 7019              | 7805             | 7018              | 1964/11/26       |
| 車両番号         | 7021              | 7906             | +                | 7023              | 7806             | 7022              | 1966/03/04       |

1966年（昭和41年）に6両運転を実施することになり、その際3M3Tの6両で走行テストを行った結果、性能上充分対応できることが判明したためTc車のMc車への改造は見送り、Mc+T+T+Mc+Mc+Tcで組成することとなった。6両編成へ組み替える時T車は番号の若い順から揃えられ、不足分は新造で補った。また、2両固定編成は難波方から和歌山市方に組成された。
| 形式     | サハ 7801 （T） | 竣工       |
| 車両番号 | 7807            | 1966/11/07 |
| 車両番号 | 7808            | 1966/11/07 |
| 車両番号 | 7809            | 1966/11/07 |
| 車両番号 | 7810            | 1966/11/07 |
| 車両番号 | 7811            | 1966/11/07 |
| 車両番号 | 7812            | 1966/11/07 |

| ← 難波和歌山港 → | ← 難波和歌山港 →  | ← 難波和歌山港 → | ← 難波和歌山港 → | ← 難波和歌山港 →  | ← 難波和歌山港 → |
| ---------------- | ----------------- | ---------------- | ---------------- | ----------------- | ---------------- |
| 形式             | モハ 7001 （Mc1） | サハ 7801 （T1） | サハ 7801 （T2） | モハ 7001 （Mc2） | 竣工             |
| 車両番号         | 7025              | 7813             | 7814             | 7026              | 1966/11/01       |
| 車両番号         | 7029              | 7815             | 7816             | 7030              | 1966/11/01       |
| 車両番号         | 7033              | 7817             | 7818             | 7034              | 1967/11/02       |
| 車両番号         | 7037              | 7819             | 7820             | 7038              | 1967/11/27       |
| 車両番号         | 7041              | 7821             | 7822             | 7042              | 1967/11/27       |

| ← 難波和歌山港 → | ← 難波和歌山港 →  | ← 難波和歌山港 → | ← 難波和歌山港 → |
| ---------------- | ----------------- | ---------------- | ---------------- |
| 形式             | モハ 7001 （Mc1） | クハ 7901 （Tc） | 竣工             |
| 車両番号         | 7027              | 7907             | 1966/11/01       |
| 車両番号         | 7031              | 7908             | 1966/11/01       |
| 車両番号         | 7035              | 7909             | 1967/11/13       |
| 車両番号         | 7039              | 7910             | 1967/11/13       |
| 車両番号         | 7043              | 7911             | 1967/11/27       |

7000系の最終製造年となった1968年（昭和43年）製造分は普通列車運用向けに4両固定編成のみ製造された。
| ← 難波和歌山港 → | ← 難波和歌山港 →  | ← 難波和歌山港 → | ← 難波和歌山港 → | ← 難波和歌山港 →  | ← 難波和歌山港 → |
| ---------------- | ----------------- | ---------------- | ---------------- | ----------------- | ---------------- |
| 形式             | モハ 7001 （Mc1） | サハ 7801 （T1） | サハ 7801 （T2） | モハ 7001 （Mc2） | 竣工             |
| 車両番号         | 7045              | 7823             | 7824             | 7046              | 1968/03/25       |
| 車両番号         | 7047              | 7825             | 7826             | 7048              | 1968/08/27       |
| 車両番号         | 7049              | 7827             | 7828             | 7050              | 1968/09/02       |
| 車両番号         | 7051              | 7829             | 7830             | 7052              | 1968/09/24       |
| 車両番号         | 7053              | 7831             | 7832             | 7054              | 1968/09/17       |
| 車両番号         | 7055              | 7833             | 7834             | 7056              | 1968/10/02       |

## 改造工事

### 初期車の複電圧化改造
600V車として登場した初期車は1972年から1973年にかけて1500 Vへの昇圧準備に対応した複電圧化改造が行われ、主電動機がMB-3072-B、制御装置がVMC-LHTB-20A1（昇圧後はVMC-HTB-20A1）、電動発電機がTDK-366-Bに変更された。

### 行先表示器設置改造
1977年12月から翌年8月にかけて、4両（基本）編成のうち7001F・7005F・7009F・7021F・7051F・7053Fの6編成24両には、前面・側面に方向幕の設置工事を行っている。残りの編成には1983年からの冷房化と同時に方向幕の設置工事が行われた。

### 冷房化・車体更新
1983年（昭和58年）から冷房化および車体更新を実施した。冷房装置は分散式のRPU-1510Rが1両あたり8基搭載され、集電装置も下枠交差式パンタグラフのPT-4803-A-Mに変更されている。
4両固定編成では補助電源装置が電動発電機 (MG) から静止形インバータ（SIV）に変更され、出力140 kVAのBS483-Kを和歌山市方Mc（制御電動車）のみ搭載した。またすべてのモーター（難波方Mc車4個と和歌山市方Mc車4個の合計8個）を難波方Mc車のみで制御するようになり（ユニット化）、制御装置は1C8M方式のVMC-HTB-20Fに変更されている。2両固定編成では補助電源装置の電動発電機を出力75 kVAのTDK-3736-Aに変更し、クハ7901形に移設された。
上記のユニット化により、4両固定編成に補助電源装置は1基のみの搭載とされた。これが故障した時のことを考慮し、営業運転時に4両固定編成を単独で使用することが一部を除いて制限されていた。同様の理由により9000系4両固定編成も単独運用が制限されている。
本系列はその後、実際に車両故障を起こしたため営業運転での4両固定編成単独運用をとりやめ、2両固定編成か4両固定編成の本系列もしくは7100系と併結して、6両ないし8両で運用されるようになった。1994年（平成6年）ごろからは、8両運用を中心に7100系との混結編成が組成されるようになった。

## 旧塗装リバイバル車両
1992年（平成4年）までに全車両が現行塗装に変更されたが、南海創業120周年記念キャンペーンの一環として2005年（平成17年）10月1日より2006年（平成18年）7月4日まで7037Fと7027Fの6両が旧塗装である緑のツートンカラーの塗装に変更して運用された。翌5日に千代田工場にて現行塗装に戻された。これらの車両はのちに、ほかの7000系と共通の運用となった。
2015年（平成27年）には、同社創業130周年を迎えることと同年9月末をめどに当系列が運行を終了することを記念し、当系列と特急サザン10000系の1編成ずつに上記のような「懐かしの緑色」が再塗装され、同年6月13日から8月31日までは130周年記念の、9月中は引退記念のヘッドマークを掲出して運行された。当系列は約3ヶ月半での運行となるが、旧塗装が復活するのは9年ぶりのことであった。「サザン」のデビュー当時に準じた塗装は2016年（平成28年）3月まで運行されていた。「サザン」の旧塗装が施されるのは約20年ぶりのことであった。上記のとおり、このリバイバル塗装編成が、本系列で最後に運行された車両となった。

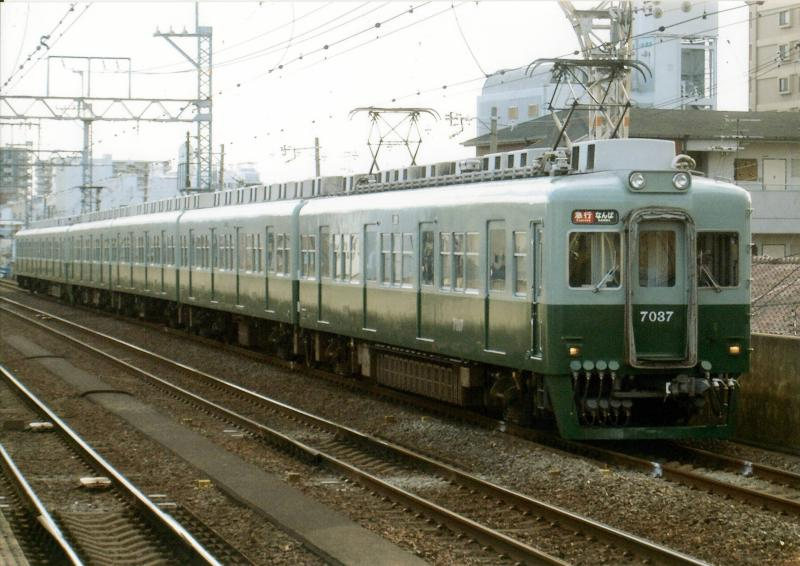
2005年でのリバイバル塗装の7037F （萩ノ茶屋駅）
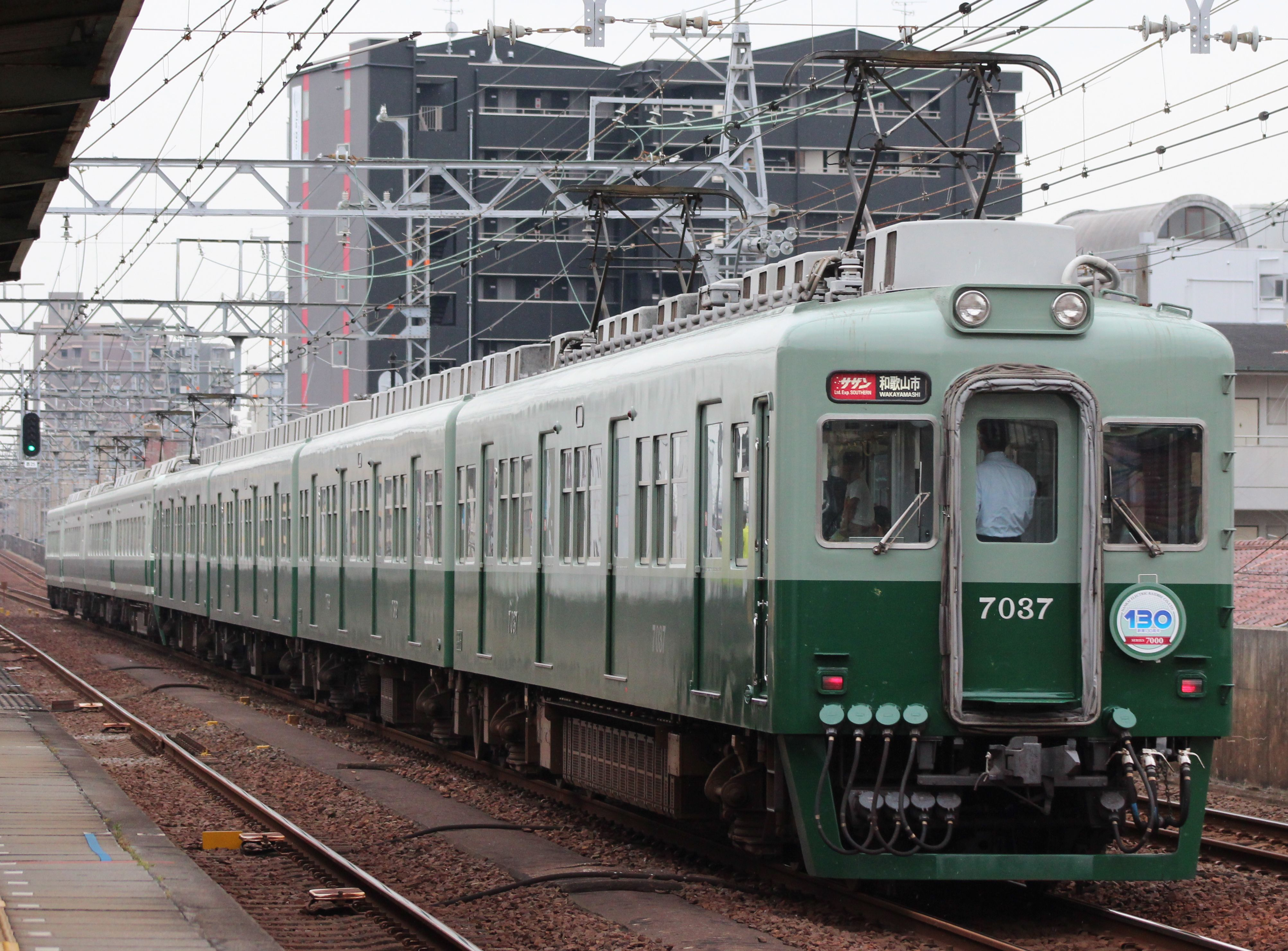
2015年でのリバイバル塗装の7037F （萩ノ茶屋駅）

## 運用
特急・急行・区間急行・準急行・普通車のほか、特急「サザン」の自由席車両として、4両固定編成の10000系と連結し、8両編成で走ることもあり、特急「ラピート」をのぞく全ての種別の運用につくことが可能だった。2両編成は過去に支線区（加太線・多奈川線・天王寺支線）での運用実績がある。
なお、千代田工場への送り込み・返却回送時には4両固定編成単独で運転されたこともある。そのほか、2両固定編成を2本連結した4両編成による営業運転もまれに行われており、この4両が特急「サザン」の自由席車両に用いられることもあった。
従来、基本的に普通車は4両編成で運用されていたため、車体更新後は主に急行などの優等列車に使用されていたが、1990年代からは6両編成で運転される普通車が増え（特に2005年（平成17年）11月のダイヤ改正以降）、本系列による普通車も多く見られるようになった。

## 廃車
7000系は車体が普通鋼製であり、海岸に近い所を走るため塩害による老朽化に悩まされていた。1980年代に大規模な更新工事を全車に施工することで一旦問題が解決されたが、関西国際空港連絡橋で海上を走行する空港線開業による同線への運用増加や、全編成が更新から20年経過（一部の車両は25年に達する）、製造からは40年が経過するなど、同車の老朽化が問題となっていた。
このため南海は、2007年（平成19年）8月ダイヤ改正で高野線から南海本線に2000系の一部の編成を転属させて普通車での運用を開始し、7001F・7005F・7015Fの3編成合計10両を置き換えた。これらの編成はすでに廃車されており、2007年（平成19年）10月までに解体が完了した。同年11月3日の「南海電車まつり」では、これら解体車両の部品が販売された。
さらにその後、8000系（2代）の導入により、2008年（平成20年）7月10日付で7009F・7013Fの計8両が廃車解体された。なお7013Fは基本編成で冷房化まで方向幕を装備しなかった編成として廃車となった最初の事例となった。こちらも引き続き「南海電車まつり」で2編成からの解体部品が販売されている。
また2009年（平成21年）に入ると2連口としては7015F以来2年ぶりに同年5月18日付で7003F・7007Fの2本が、ほかに2010年（平成22年）1月29日付では4連口としては7029Fの1本の計8両が廃車・解体された。これによって3形式すべてのトップナンバーが消滅した。
続いて2011年（平成23年）1月24日付で7023F・7039Fの2連2本、計4両が、2012年（平成24年）4月23日付では7011F・7035Fの2連2本、さらに同年5月28日付でも7025Fの4連1本、計8両がそれぞれ廃車・解体された。また2013年に入ると同年8月10日付で7041Fの4連1本、7027Fの2連1本が、加えて同年12月30日付で7033F・7047Fの4連2本、2度で計14両がそれぞれ廃車・解体された。
以降も2008年（平成20年）3月に営業運転を開始した8000系や、その後継である8300系、さらには泉北高速鉄道より購入した3000系が増備されることにより、7000系の代替廃車を進めており、2015年（平成27年）8月9日に現行塗装車と2連車が消滅した。リバイバル塗装車の7037Fも、同年9月30日をもって営業運行を終了し、同年10月3日のさよなら運転をもって運用を終了した。これにより、南海本線における片開き式扉の一般車両の運用が消滅した。

## 静態保存車

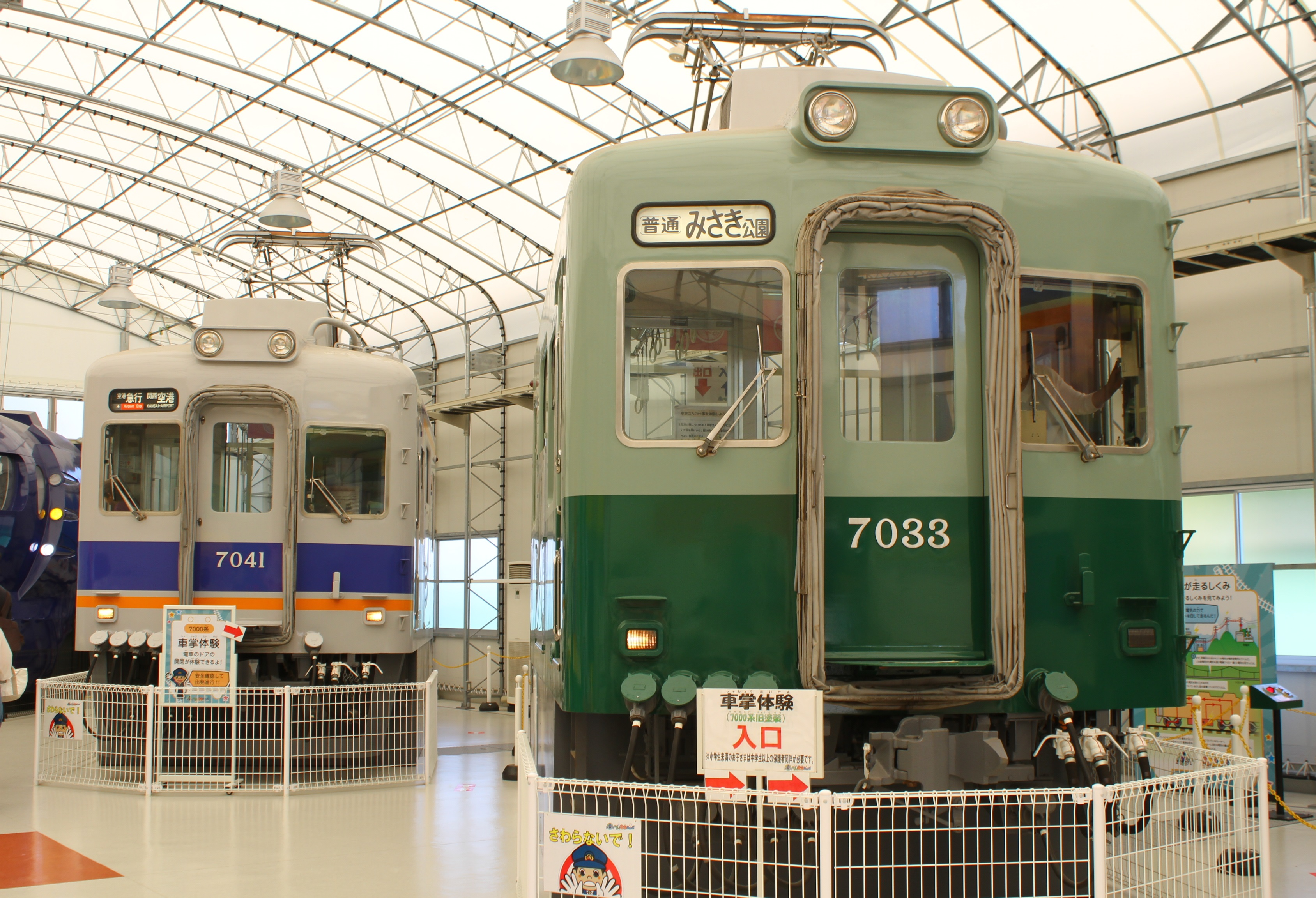
7000系静態保存車
（右：旧塗装、左：新塗装）

みさき公園内にある、2014年（平成26年）9月27日にオープンした「わくわく電車らんど」にて、2013年（平成25年）に廃車された7000系先頭車2両のカットボディが保存されている。1980年代 - 90年代の姿を再現した旧塗装（7033）と末期の姿の現塗装（7041）が展示され、両車とも扉の開閉、パンタグラフと前照灯の操作、車掌マイクの扱いが可能となっていた。しかし、みさき公園は2020年（令和2年）3月31日で閉鎖されたため、現在は非公開となっている。

## 編成表
| ← 難波和歌山港・関西空港 → | ← 難波和歌山港・関西空港 → | ← 難波和歌山港・関西空港 → | ← 難波和歌山港・関西空港 → | ← 難波和歌山港・関西空港 → | ← 難波和歌山港・関西空港 → | ← 難波和歌山港・関西空港 →            |
| -------------------------- | -------------------------- | -------------------------- | -------------------------- | -------------------------- | -------------------------- | ------------------------------------- |
| 形式                       | ◇ モハ 7001 （Mc1）        | サハ 7801 （T1）           | サハ 7801 （T2）           | モハ 7001 （Mc2）          | 廃車                       | 備考                                  |
| 搭載機器                   | CONT                       |                            | CP                         | SIV CP                     | 廃車                       | 備考                                  |
| 車両番号                   | 7001                       | 7801                       | 7802                       | 7002                       | 2007/10/29                 |                                       |
| 車両番号                   | 7005                       | 7803                       | 7804                       | 7006                       | 2007/10/29                 |                                       |
| 車両番号                   | 7009                       | 7805                       | 7806                       | 7010                       | 2008/07/10                 |                                       |
| 車両番号                   | 7013                       | 7807                       | 7808                       | 7014                       | 2008/07/10                 |                                       |
| 車両番号                   | 7017                       | 7809                       | 7810                       | 7018                       | 2014/05/22                 |                                       |
| 車両番号                   | 7021                       | 7811                       | 7812                       | 7022                       | 2015/07/17                 |                                       |
| 車両番号                   | 7025                       | 7813                       | 7814                       | 7026                       | 2012/05/28                 |                                       |
| 車両番号                   | 7029                       | 7815                       | 7816                       | 7030                       | 2010/01/29                 |                                       |
| 車両番号                   | 7033                       | 7817                       | 7818                       | 7034                       | 2013/12/30                 | 7033号はみさき公園にて保存 （旧塗装） |
| 車両番号                   | 7037                       | 7819                       | 7820                       | 7038                       | 2015/11/17                 | 復刻塗装 最後まで残った7000系         |
| 車両番号                   | 7041                       | 7821                       | 7822                       | 7042                       | 2013/08/10                 | 7041号はみさき公園にて保存 （新塗装） |
| 車両番号                   | 7045                       | 7823                       | 7824                       | 7046                       | 2015/06/26                 |                                       |
| 車両番号                   | 7047                       | 7825                       | 7826                       | 704                        | 2013/12/30                 |                                       |
| 車両番号                   | 7049                       | 7827                       | 7828                       | 7050                       | 2015/05/28                 |                                       |
| 車両番号                   | 7051                       | 7829                       | 7830                       | 7052                       | 2014/04/08                 |                                       |
| 車両番号                   | 7053                       | 7831                       | 7832                       | 7054                       | 2014/10/10                 |                                       |
| 車両番号                   | 7055                       | 7833                       | 7834                       | 7056                       | 2014/07/29                 |                                       |

| ← 難波和歌山港・関西空港 → | ← 難波和歌山港・関西空港 → | ← 難波和歌山港・関西空港 → | ← 難波和歌山港・関西空港 → | ← 難波和歌山港・関西空港 → |
| -------------------------- | -------------------------- | -------------------------- | -------------------------- | -------------------------- |
| 形式                       | ◇ モハ 7001 （Mc1）        | クハ 7901 （Tc）           | 廃車                       | 備考                       |
| 搭載機器                   | CONT CP                    | MG                         | 廃車                       | 備考                       |
| 車両番号                   | 7003                       | 7901                       | 2009/05/18                 |                            |
| 車両番号                   | 7007                       | 7902                       | 2009/05/18                 |                            |
| 車両番号                   | 7011                       | 7903                       | 2012/04/23                 |                            |
| 車両番号                   | 7015                       | 7904                       | 2007/10/29                 |                            |
| 車両番号                   | 7019                       | 7905                       | 2015/08/09                 |                            |
| 車両番号                   | 7023                       | 7906                       | 2011/01/24                 |                            |
| 車両番号                   | 7027                       | 7907                       | 2013/08/10                 |                            |
| 車両番号                   | 7031                       | 7908                       | 2015/07/27                 |                            |
| 車両番号                   | 7035                       | 7909                       | 2012/04/23                 |                            |
| 車両番号                   | 7039                       | 7910                       | 2011/01/24                 |                            |
| 車両番号                   | 7043                       | 7911                       | 2015/07/17                 |                            |

凡例
- CONT：主制御器
- MG：電動発電機
- SIV：静止型インバータ
- CP：空気圧縮機